# الرامة (عكار)
الرامة هي قرية لبنانية تقع تقع قرية الرامة في وادي خالد بنهاية السفح الشمالي لسلسلة جبال لبنان الغربية، ويبلغ ارتفاعها عن سطح البحر في أعلى نقطة حوالي 600 مترا عن سطح البحر. تشتهر قرية الرامة بأشجار الزيتون وبزيتها الصافي، حيث تنتشر حولها كروم الزيتون التي تعود لسنين بعيدة.
يرجع تسمية القرية إلى لفظ رامة وهي كلمة ة عربية أصيلة تعني موقع تجمع المياه. بينما يرجح الآخرون سبب تسمية القريج بهذا الاسم إلى العبرية والتي تعني المرتفع أو الهضبة.